# Volga-Dnepr Airlines
Volga-Dnepr Airlines (russisch Авиакомпания Волга-Днепр Awiakompanija Wolga-Dnepr) ist eine russische Frachtfluggesellschaft mit Sitz und Heimatbasis in Uljanowsk sowie weiteren Operationszentren in Krasnojarsk und Leipzig/Halle. Sie ist auf Transporte mit der Antonow An-124, dem größten serienmäßig hergestellten Transportflugzeug der Welt, spezialisiert.

## Geschichte

### Gründung und erste Jahre
Volga-Dnepr wurde im August 1990 von den drei größten Anteilhabern Aviastar, Antonow und Motor Sitsch gegründet und nahm ihren Betrieb im Oktober 1991 auf. Sie war das erste Lufttransportunternehmen in Russland, das nicht ein Teil der Aeroflot war. Im Jahr 2001 wurde die Volga-Dnepr-Gruppe als Ergebnis strategischer Entwicklungspläne gegründet, um so das Transportflugzeug An-124-100 „Ruslan“ zu fördern.
Von Anfang an hat Volga-Dnepr das sowjetische Transportflugzeug An-124-100 eingesetzt. Die An-124-100 hat ein Transportvolumen von bis zu 120 Tonnen Fracht und verfügt über ein Kabinenvolumen von 750 m³. Die Ladeausrüstungen (beispielsweise Rampen und Kräne) ermöglichen den Lufttransport übergroßer Fracht, die zuvor ausschließlich auf dem Seeweg oder verteilt auf mehrere Schwertransporte auf der Straße transportiert werden konnten. Volga-Dnepr transportiert zum Beispiel regelmäßig schwere Maschinen, Generatoren, Ausrüstungen für die Öl- und Gasindustrie, Reaktoren, Satelliten, Flugzeuge, Hubschrauber, Boote, Yachten und verschiedene andere schwere und empfindliche Geräte.
Seit 1992 beteiligt sich Volga-Dnepr an Friedenssicherungs- und humanitären Hilfseinsätzen der Vereinten Nationen. 1994 wurde die Fluggesellschaft als offizielles UN-Frachtunternehmen anerkannt und ein Jahr später wurde sie in das UN-Register der wichtigsten Luftfrachtdienstleister aufgenommen.

### Entwicklung seit 2000
Im Jahr 2004 wurde eine neue Tochtergesellschaft, AirBridge Cargo, für Frachtlinienflüge gegründet. Sie führte als erste östliche Fluggesellschaft Boeing 747F in ihre Flotte ein.
Die Volga-Dnepr Airlines haben das vollständige Zertifikat für Betreiber von Fluggesellschaften, dieses umfasst Personaltraining, den internationalen Flugbetrieb und alle Arten der Flugzeugwartung. Die Wartungsstandards der Fluggesellschaft wurden vom amerikanischen Bundesluftfahrtministerium (FAA) und der englischen Zivilluftfahrtsbehörde (CAA) anerkannt. Sie ist zudem bei der ICAO angemeldet und Mitglied der IATA sowie der TIACA (The International Air Cargo Association).
Seit 2006 stellt das Unternehmen im Rahmen des Programms SALIS gemeinsam mit der ukrainischen Antonov Airlines am Flughafen Leipzig/Halle Lufttransportkapazitäten für friedenssichernde und humanitäre Einsätze europäischer NATO- und EU-Staaten bereit. Im April 2018 erklärte Volga-Dnepr Airlines, das Abkommen zum Jahresende nicht, wie in einer Vertragsoption vorgesehen, zu verlängern.
Im Süd-Sommer 2015/2016, erstmals ab 4. November 2015, flog Volga-Dnepr mit einer IL-76TD-90WD Frachtmaschine, die variabel auch mit Passagiersitzen im Frachtraum ausgestattet wurde, von Kapstadt, Südafrika zur russischen Antarktis-Station Nowolasarewskaja – 12 Flüge hin und zurück und auch einen Zustellflug innerhalb der Antarktis. Dabei wurde mit dem Projekt DROMLAN des Antarctic Logistics Centre International (ALCI) kooperiert.
Ende 2018 vereinbarte die Frachtfluggesellschaft mit der Alibaba Group eine Kooperation, so wurde die Frachtfluggesellschaft der Vorzugspartner für Lufttransporte.
Aufgrund der COVID-19-Pandemie wurden Frachtflüge im Jahr 2020 stark nachgefragt, die Flugzeuge waren gut 14 Stunden täglich in der Luft und die ganze Gruppe erwirtschaftete einen Gewinn von 48 Milliarden Rubel.

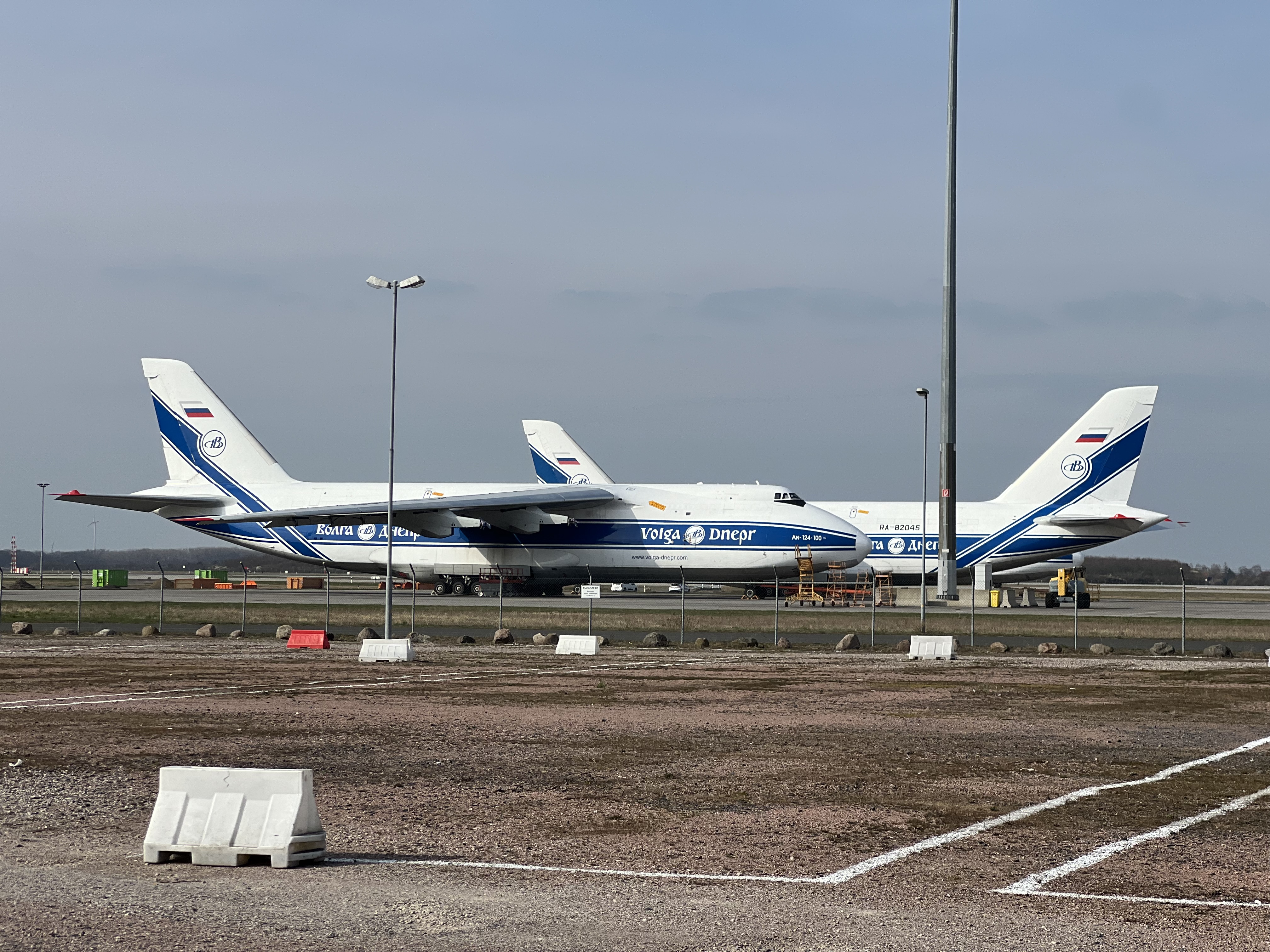
Die drei geparkten An-124 am Flughafen Leipzig/Halle

Am 23. Februar 2022 waren 34 Flugzeuge der Gruppe, welche überwiegend internationale Linien flog, auf der Welt unterwegs und absolvierten 80 Flüge. Wegen der Sanktionen gegen Russland seit dem Überfall auf die Ukraine flogen die Flugzeuge der Tochterfirmen AirBridgeCargo und Atran, die 18 Boeing 747 und sechs Boeing 737 nutzen, am 13. März letztmals, nach einzelnen Flügen der Muttergesellschaft wurde am 17. März 2022 der übrige Flugbetrieb aufgrund fehlender Versicherungen fast eingestellt. Drei An-124 der Gruppe waren wegen Wartungsarbeiten während des Überfalls Russlands auf die Ukraine auf dem Flughafen Leipzig/Halle und dürfen seither nicht wieder abheben. Eine An-124 mit dem Kennzeichen RA-82078 landete mit chinesischen Corona-Schnelltests beladen am 27. Februar 2022 am Flughafen Toronto-Pearson und sitzt seither in Kanada fest. Mitte April 2023 bestätigte der ukrainische Ministerpräsident Denys Schmyhal, dass die kanadische Regierung plant, die An-124 der Ukraine auszuhändigen.

## Die Volga-Dnepr-Group

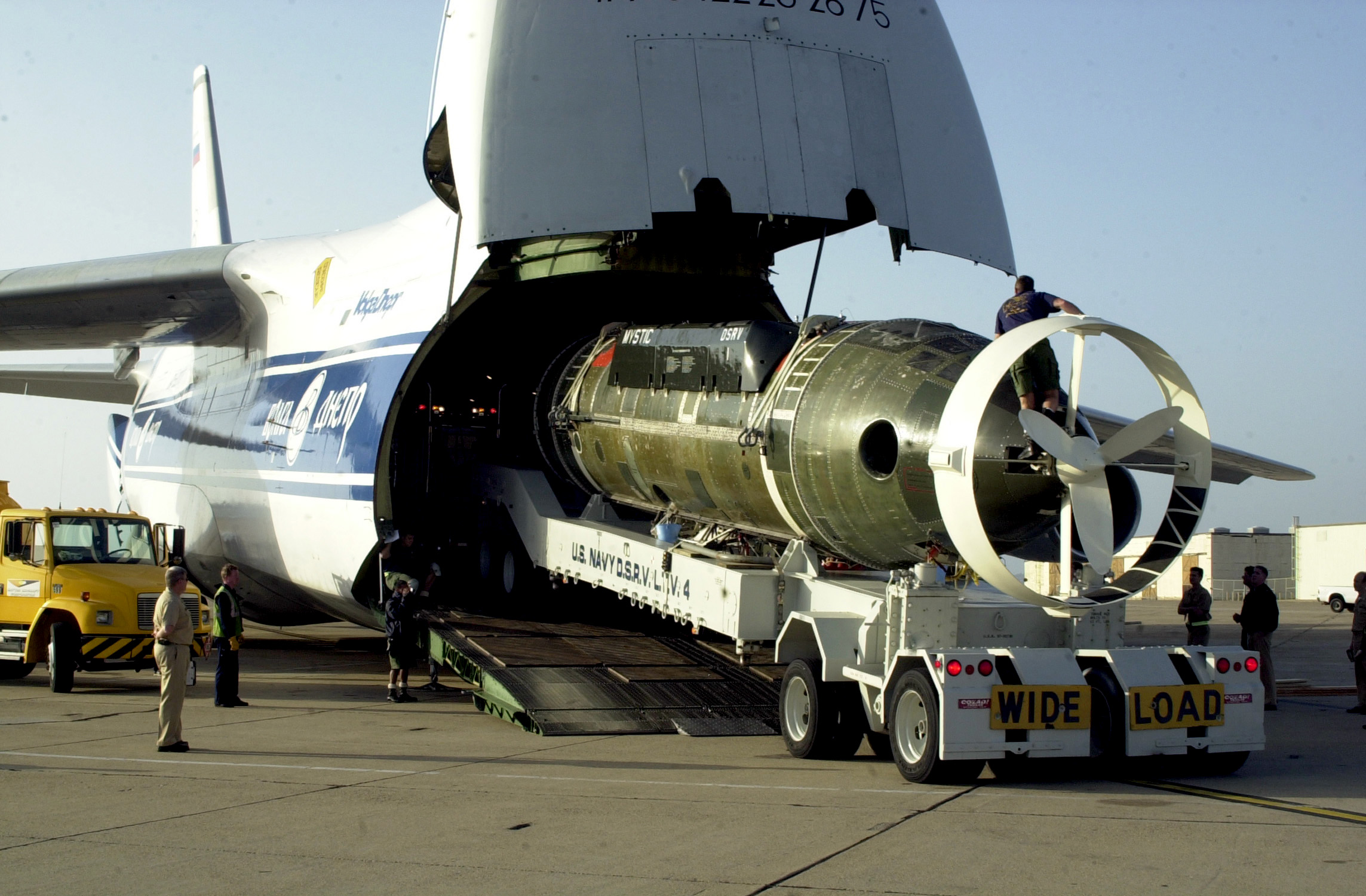
Verladung des Rettungs-U-Bootes DSRV-1 in eine Antonow An-124-100 der Volga-Dnepr Airlines

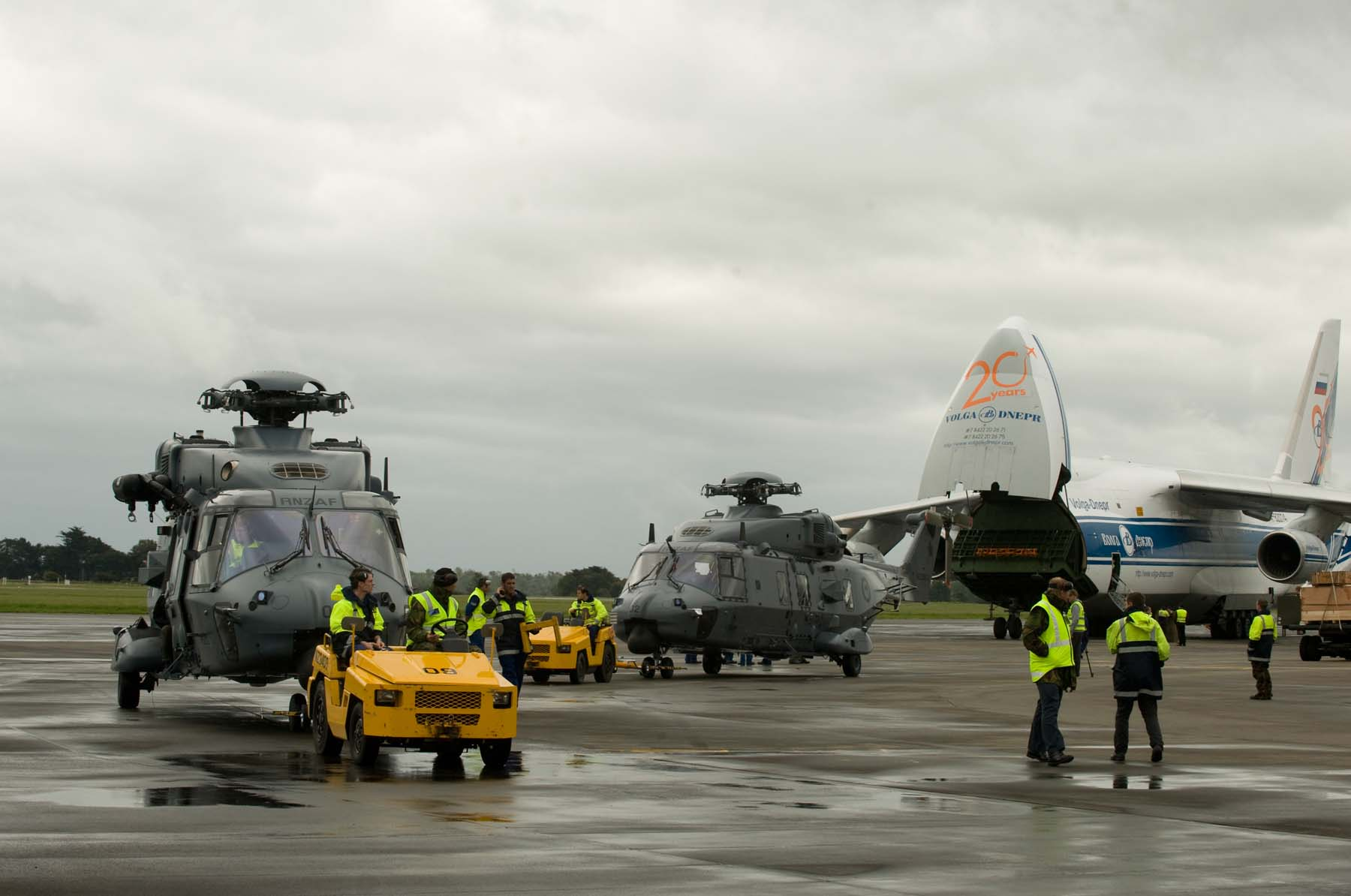
Entladung zweier Hubschrauber aus einer Antonow An-124-100 der Volga-Dnepr Airlines

Zur Volga-Dnepr-Gruppe gehören neben der eigentlichen Fluggesellschaft in Uljanowsk sowie der geschäftsführenden Gesellschaft in Moskau mehrere weitere Tochtergesellschaften weltweit:
 Russland
- ATRAN
- Passage Airline
- NIK Versicherungsgesellschaft
- Volga-Trucks road transport company
- Volga-Dnepr International Educational Centre
- Volga-Dnepr-Leasing
- AirBridge Cargo

 Volksrepublik China
- Volga-Dnepr China mit Sitz in Peking

 Irland
- Volga-Dnepr Ireland Ltd. mit Sitz in Shannon

 Vereinigte Staaten
- Volga-Dnepr – Unique Air Cargo, Inc. mit Sitz in Houston

 Vereinigte Arabische Emirate
- Volga-Dnepr Gulf Ltd. mit Sitz in Schardscha

 Vereinigtes Königreich
- Volga-Dnepr UK Ltd. mit Sitz in Stansted

## Flotte
Mit Stand Juni 2022 besteht die Flotte der Volga-Dnepr Airlines aus 17 Flugzeugen mit einem Durchschnittsalter von 24,4 Jahren:
| Flugzeugtyp            | Anzahl | Anmerkung    | bestellt |
| ---------------------- | ------ | ------------ | -------- |
| Antonow An-124-100     | 12     | neun inaktiv |          |
| Iljuschin Il-76TD-90WD | 05     | zwei inaktiv |          |
| Summe                  | 17     |              |          |

## Zwischenfälle

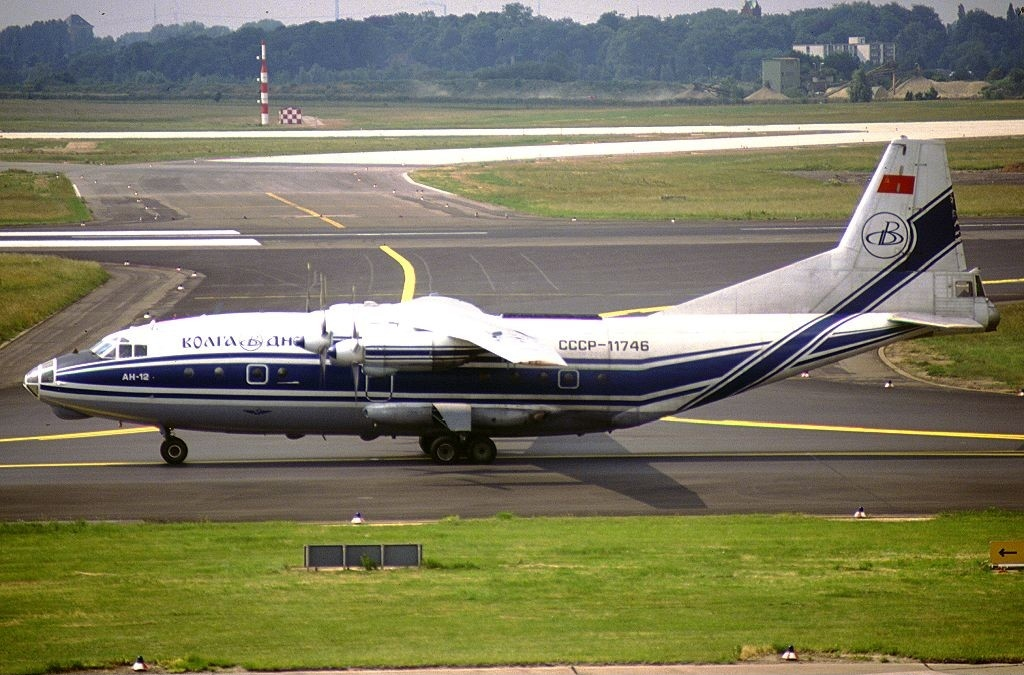
Eine ähnliche Antonow An-12 der Wolga-Dnepr Airlines

- Am 24. Juli 1992 befand sich eine Antonow An-12BK der Wolga-Dnepr Airlines (CCCP-11342) im Anflug auf den Flughafen Skopje, als sich ein schweres Gewitter zusammenzog. Die Piloten versuchten, das Gewitter zu umfliegen, wobei sie die Orientierung verloren, da sie aufgrund des nicht funktionstüchtigen DME ihres Zielflughafens ihre genaue Position nicht kannten. Die Maschine wurde nahe Tetovo in einer Höhe von 1600 Metern gegen einen Berg geflogen, dabei kamen alle 8 Insassen ums Leben (siehe auch Flugunfall der Volga-Dnepr Airlines bei Tetovo).

- Am 8. Dezember 2002 richtete der Taifun Pongsona auf dem Flughafen Guam-Antonio B. Won Pat große Schäden an. Auf dem Flughafen wurden u. a. drei geparkte Flugzeuge zerstört, darunter die Iljuschin Il-76 RA-76758 der Volga-Dnepr Airlines sowie zwei in einem Hangar befindliche Short 330 der Freedom Air (Guam) (N51AN, N76NF).[11]

- Am 13. November 2020 kam es bei der An-124 (RA-82042) etwa zwei Minuten nach dem Start vom Flughafen Nowosibirsk-Tolmatschowo zum Zerbersten des inneren Backbordtriebwerks und zum Ausfall der Funkanlage. Trümmer der Turbine durchschlugen die Triebwerksummantelung (Uncontained Engine Failure), rissen Löcher in den Rumpf und in die Tragfläche und zerstörten zahlreiche Leitungen und Kabel. Das Transpondersignal sei beim Erreichen einer Höhe von 1825 Fuß verstummt.[12] Die Besatzung kehrte zum Flughafen zurück. Bei der Notlandung schoss das für den Flug nach Wien vollgetankte und mit 84 Tonnen Autoteilen aus Südkorea beladene Flugzeug, da Bremsen und Schubumkehr ausgefallen waren, mehr als 200 Meter über die Landebahn hinaus. Die knapp dreißig Jahre alte Maschine wurde dabei an den Tragflächen schwer beschädigt, das Bugfahrwerk brach nach dem Überfahren des Landebahnendes ab.[13] Triebwerksteile, die die Maschine in der Luft verloren hatte, fielen auf ein Baustellengelände. Bei dem Zwischenfall kam niemand zu Schaden.[14] Die Volga-Dnepr-Airlines nahmen ihre An-124-Flotte daraufhin vorsichtshalber außer Betrieb.[15] Am 30. Dezember 2020 wurde der Betrieb mit dem ersten überprüften Flugzeug wieder aufgenommen.[16] Die RA-82042 befand sich fast ein Jahr nach der Bruchlandung immer noch in Nowosibirsk.[17]